# Charis argyrea
Charis argyrea är en fjärilsart som beskrevs av Bates 1868. Charis argyrea ingår i släktet Charis och familjen Riodinidae. Inga underarter finns listade i Catalogue of Life.